# Rag Mama Rag
«Rag Mama Rag» es una canción compuesta por el músico canadiense Robbie Robertson y publicada en el segundo álbum homónimo del grupo de rock The Band, en 1969.
A diferencia de otras canciones del álbum The Band, «Rag Mama Rag» fue interpretada por los miembros habituales de The Band con otros instrumentos. Así, Richard Manuel tocó la batería, mientras que el habitual batería, Levon Helm, tocó la mandolina. Por otra parte, Rick Danko tocó el violín, dejando el bajo a manos del productor, John Simon, que lo añadió posteriormente en la mezcla. Es, además, la primera grabación del grupo en usar una tuba. A pesar de la inexperiencia, la canción fue registrada en una única toma.
Robbie Robertson compuso la canción en Los Ángeles, California, mientras las sesiones de grabación de The Band estaban en progreso. Al respecto, Robertson comentó:

"Con "Rag Mama Rag", era como si estuviéramos reuniendo cosas. Teníamos una cosa básica y luego alguien decía: "¿Qué te parece si Garth toca el piano en esta, y si hacemos la introducción con un violín?, pero como estás tocando el violín, no puedes tocar el bajo. Y es algo ragtime, de modo que por qué no poner una tuba en sustitución del bajo". De modo que empezábamos a añadir las cosas, los instrumentos y el ritmo. "¿Qué hay si Richard toca la batería con ese estilo tan gracioso que tiene?" Esas ideas surgían cuando ya tenías a los personajes.

«Rag Mama Rag», extraído como segundo sencillo de The Band, alcanzó el puesto 16 en las listas británicas y el 57 en las listas de sencillos de Billboard. 
Una versión de "Rag Mama Rag" con una pista vocal alternativa fue incluida en la reedición de The Band en 2000.

## Personal
- Rick Danko: violín
- Levon Helm: mandolina y voz
- Garth Hudson: piano
- Richard Manuel: batería
- Robbie Robertson: guitarra